# Running Free
Running Free је први сингл који је издао хеви метал бенд Ајрон Мејден. Издат је 8. фебруара 1980. на 7" 45 rpm музичкој плочи. Песму је написао Стив Харис и Пол Ди'Ано. Песма се појављује као трећа нумера бендовог дебитантског албума Iron Maiden и као четврта нумера на рездању албума из 1998. Жива верзија песме је издата 1985. године као први сингл са албума Live After Death (бендов дванести сингл).

## Позадина
Према Полу Ди'Ану, који је написао текст, то је „веома аутобиографска песма и ако он никада није провео ноћ у лос анђелском затвору.“ „То је када ти је 16 и када, као што каже, јуриш дивље и јуриш слободно. То потиче из мојих скинхедс дана.“ Песма је позната као једна од бендових традиционалних нумера, коју је Мик Вол описао као „Ајрон Мејден и њихова панк-метал апотеза.“ Песма се и дан данас изводи.
Омот сингла је познат по томе што је то прво званично појављивање Едија њихове маскоте. Међутим његово лице је сакривено, јер бенд није желео да оно буде приказано све до издавања албума. Неколико имена бендова (Скорпионс, Џудас Прист, AC/DC-а и Лед Цепелин) су исписани спрејом на зиду иза младића који трчи, као и реч „Hammers“, што је трибјут Вест Хем Јунајтеду. Многи фанови су сматрали да је младић који трчи у ствари Брус Дикинсон, који је у то време био у бенду Семсон, али бенд је то касније демантовао, јер га они нису познавали у то време. Иронично омот живе верзије песме, који приказује извођење бенда на бини, је први који није имао Едија.
Б-страна „Burning Ambition“ је снимљена децембра 1979. године са продуцентом Гајем Едвардсом. Бенд је тада имао четири члана, пре него што су примили Дениса Стратона и Клајва Бера. Ова нумера је једна од најранијих композиција коју је он написао, још из времена док је био члан групе Gypsy's Kiss. Гитарски соло у овој песми је свирао Дејв Мари. Песма се није појављивала на ниједном албуму све до издања Best of the 'B' Sides компилације и The Early Days документарца.

## Листа нумера

### 1980. сингл
1. „“ (Пол Ди'Ано, Стив Харис) - 3:16
2. „“ (Харис) - 2:42

### 1985. живи сингл
1. „“ (Ди'Ано, Харис) – 3:28
2. „ (живо)“ (Ди'Ано, Харис, Дејв Мари) – 4:41
3. „“ (живо) (Харис)- 4:33

## Састав

### 1980. сингл
- Пол Ди'Ано - вокали
- Дејв Мари - гитара
- Денис Стратон - гитара и пратећи вокали само на
- Стив Харис - бас и пратећи вокали
- Клајв Бер - бубњеви само на „“
- Клајв Бер - бубњеви само на „“

### 1985. живи сингл
- Брус Дикинсон – вокали
- Дејв Мари - гитара
- Адријан Смит – гитара, пратећи вокали
- Стив Харис – бас и пратећи вокали
- Нико Мекбрејн – бубњеви

## Позиције на листама
| Сингл              | Листа (1980)         | Највећа позиција | Албум |
| ------------------ | -------------------- | ---------------- | ----- |
| УК листа синглова  | 34                   |                  |       |
| Сингл              | Листа (1985)         | Највећа позиција | Албум |
| „ (живо)“          | Ирска листа синглова | 12               |       |
| „ (живо)“          | УК листа синглова    | 19               |       |
| Сингл              | Листа (1990)         | Највећа позиција | Албум |
| „ / “              | UK Albums Chart      | 10               | —     |
| „Running Free (живо) / (живо)“ | UK Albums Chart      | 9                | —     |

#### Белешке
1. ↑  Реиздање сва четири сингла као део „The First Ten Years“ бокс сета, је прелазило дозвољено време сингла које би било потребно да се рангира на УК топ листи.